# Jessy Rompies
Jessy Rompies (nació el 14 de abril de 1990) es una tenista indonesia. 
Fruhvirtová tiene un ranking de individuales WTA más alto de su carrera, No. 413, logrado el 17 de octubre de 2011. También tiene un ranking WTA más alto de su carrera, No. 158 en dobles, logrado el 3 de febrero de 2020.

## Títulos WTA 125s

### Dobles (1–1)
| Resultado | Fecha                    | Torneos | Superficie | Pareja                 | Oponentes                            | Resultado           |
| --------- | ------------------------ | ------- | ---------- | ---------------------- | ------------------------------------ | ------------------- |
| Finalista | 11 de septiembre de 2016 | Dalian  | Dura       | Nicha Lertpitaksinchai | Lee Ya-hsuan Kotomi Takahata         | 2–6, 1–6            |
| Campeona  | 8 de agosto de 2021      | Concord | Dura       | Peangtarn Plipuech     | Usue Maitane Arconada Cristina Bucșa | 3–6, 7–6(5), [10–8] |